# 1769
Перша наукова революція •  Просвітництво • Глухівський період в історії Гетьманщини •  Російська імперія

## Геополітична ситуація
Султаном Османської імперії є Мустафа III (до 1774). Під владою османів перебувають Близький Схід та Єгипет, Середземноморське узбережжя Північної Африки, частина Закавказзя, значні території в Європі: Греція, Болгарія та Сербія. Васалами османів є Волощина та Молдова.
Священна Римська імперія охоплює, крім німецьких земель, Угорщину з Хорватією, Трансильванію, Богемію, Північну Італію, Австрійські Нідерланди. Її імператор — Йосиф II (до 1790). Марія-Терезія має титул королеви Угорщини. Королем Пруссії є Фрідріх II (до 1786).
У Франції править Людовик XV (до 1774). Франція має колонії в Північній Америці та Індії. В Іспанії — Карл III (до 1788). Королівству Іспанія належать південь Італії, Нова Іспанія, Нова Гранада та Віцекоролівство Перу в Америці, Філіппіни. У Португалії королює Жозе I (до 1777). Португалія має володіння в Бразилії, в Африці, в Індії, в Індійському океані й Індонезії.
На троні Великої Британії сидить Георг III (до 1820). Британія має колонії в Північній Америці, на Карибах та в Індії. Північ Нідерландів займає Республіка Об'єднаних провінцій. Вона має колонії в Північній Америці, Індонезії, на Формозі та на Цейлоні. Король Данії та Норвегії — Кристіан VII (до 1808), який змінив Фредеріка V, на шведському троні сидить Адольф Фредерік (до 1771). На Апеннінському півострові незалежні Венеціанська республіка та Папська область. Король Речі Посполитої — Станіслав Август Понятовський (до 1795). У Російській імперії править Катерина II (до 1796).
Україну розділено по Дніпру між Річчю Посполитою та Російською імперією. Лівобережна частина розділена на Малоросійську, Новоросійську та Слобідсько-Українську губернії. Нова Січ є пристановищем козаків. Існує Кримське ханство, якому підвладна Ногайська орда.
В Ірані фактично править династія Зандів при номінальному правлінні сефевіда Ісмаїла III.
Значними державами Індостану є Імперія Великих Моголів, Імперія Маратха. Зростає могутність Британської Ост-Індійської компанії. У Китаї править Династія Цін. У Японії триває період Едо.

## Події

### В Україні
- Тривала Коліївщина.
- Завершено Рум'янцевський опис Малоросії.
- Утворено Нововербований козацький полк.

### У світі
- 2 лютого помер Папа Римський Климент XIII. 19 травня конклав обрав новим Папою Климента XIV.
- 17 лютого палата громад Британського парламенту проголосувала не допустити Джона Вілкса, попри те, що він виграв вибори.
- 9 травня Франція окупувала Корсику.
- Іспанські місіонери почали освоювати Каліфорнію.
- 18 серпня блискавка влучила в церкву Сан Назаро у Брешії, що призвело до вибуху пороху, який там зберігався. Вибух знищив шосту частину міста й убив три тисячі людей.
- У вересні через посуху й надмірні податки почався голод в Бенгалії.
- Російсько-турецька війна: 10 вересня російські війська взяли Хотин.
- 12 листопада війська Горкха захопили Бхактапур і поклали край династії Малла в Непалі.
- 22 грудня війна між Китаєм і Бірмою завершилася укладенням перемир'я.

### Наука та культура
- Джеймс Ватт побудував першу практичну парову машину.
- Луї Антуан де Бугенвіль завершив навколосвітню мандрівку. Серед його команди була Жанна Барре — перша жінка, що обплила навколо Землі, але її висадили на Таїті, тому завершення її мандрівки сталося пізніше.
- Джеймс Кук прибув на Таїті, де спостерігав за проходженням Венери перед диском Сонця. Також Кук бачив проходження Меркурія перед диском Сонця.
- Річард Аркрайт запатентував обертову раму, що механізувала прядіння.
- Джеймс Кук відвідав Нову Зеландію, де в його команди було кілька сутичок із маорі.
- Ніколя-Жозеф Кюньо сконструював самохідний артилерійський віз з паровим двигуном.
- 12-річний Вольфганг Амадей Моцарт написав оперу «Удавана простачка».
- Карл Вільгельм Шеєле відкрив спосіб виробництва Фосфору.
- У Шеффілді уперше стали виробляти британський метал. (дата приблизна)
- Вольфганг фон Кемпелен почав працювати над своєю машиною, здатною розмовляти.
- Медаль Коплі отримав медик Вільям Г'юсон.

### Засновані
- Французька Індія
- Дартмутський коледж

### Зникли
- Корсиканська республіка

## Народились
див. також Категорія:Народились 1769
- 1 травня — Артур Веллслі, герцог Веллінгтонський («Залізний герцог»), переможець Наполеона у битві при Ватерлоо
- 4 травня — Томас Лоуренс, англійський живописець, придворний художник короля Георга III
- 15 серпня — Наполеон I Бонапарт, імператор Французький
- 23 серпня — Жорж Кюв'є, французький зоолог
- 9 вересня — Іван Петрович Котляревський, український письменник, поет, драматург, основоположник сучасної української літератури
- 14 вересня — Александр фон Гумбольдт, німецький натураліст

## Померли
див. також Категорія:Померли 1769
11 вересня — Аокі Конйо, японський науковець, конфуціанець, агроном, знавець ранґаку.